# Chi Dẹ
Chi Dẹ (danh pháp khoa học: Syndiclis) là một chi thực vật có hoa trong họ Lauraceae, có tại miền nam Trung Quốc, Bhutan và có thể có ở Việt Nam, với 10 loài đã biết. Chi này đôi khi được gộp trong chi Potameia (hiểu theo nghĩa hẹp chỉ bao gồm các loài ở Madagascar và 1 loài ở Thái Lan).

## Mô tả
Cây gỗ thường xanh với lá dạng lá nguyệt quế. Lá mọc gần đối hoặc so le, hoặc thành cụm ở đỉnh của cành con, gân lá lông chim. Chùy hoa ở nách lá, có cuống chùy, có hoặc không có lá bắc con; lá bắc và lá bắc con hình giùi, nhỏ, chóng tàn. Hoa nhỏ, lưỡng tính, có cuống hoa, mẫu 2. Ống bao hoa hình nón ngược; thùy bao hoa 4 (hoặc 5 hay 6), hình trứng-tam giác rộng hoặc thuôn dài theo chiều ngang, nhỏ; bao hoa sớm rụng toàn bộ. Nhị sinh sản 4 (hoặc 5 hay 6), đối cánh đài, luôn thò ra, có lông và tuyến; chỉ nhị ngắn; bao phấn hình trứng rộng, phình, 2 ngăn hoặc hợp nhất thành 1 ngăn; các ngăn hướng vào trong. Nhị lép 4, nhỏ, hình chỉ hoặc hình mũi mác, nhiều lông, bao bọc bầu nhụy thành hình vòng cung khi còn ở trong nụ. Bầu nhụy hình trứng-hình nón, nhẵn nhụi, thuôn nhỏ dần ở đỉnh thành vòi nhụy; đầu nhụy nhỏ. Quả là quả mọng lớn chứa 1 hạt, hình con quay hoặc dẹt hoặc hình cầu; cuống chùy và cuống hoa không khác biệt khi ở quả, tất cả đều dày lên sau khi nở hoa.
Các loài Syndiclis có quả to chứa nhiều dầu. Dầu có thể ăn được và cũng được sử dụng trong công nghiệp. Tên gọi chung tại Trung Quốc là 油果樟 (du quả chương, nghĩa là long não quả dầu).

## Các loài
Khoảng 10 loài; có tại Bhutan, Trung Quốc; trong đó e-flora ghi rằng tại Trung Quốc có 9 loài và tất cả đều là loài đặc hữu. Tuy nhiên, POWO cho rằng có 2 loài trong số này có tại Việt Nam, bao gồm S. chinensis và S. lotungensis.
- Syndiclis anlungensis H.W.Li, 1979: An Long du quả chương (安龙油果樟). Tây nam Quý Châu.
- Syndiclis chinensis C.K.Allen, 1942: Du quả chương (油果樟). Hải Nam và Việt Nam. Tại Việt Nam gọi là dẹ Trung Hoa, dẹ quả tròn.
- Syndiclis fooningensis H.W.Li, 1979: Phú Ninh du quả chương (富宁油果樟). Đông nam Vân Nam.
- Syndiclis furfuracea H.W.Li, 1979: Lân bỉ du quả chương (鳞秕油果樟). Đông nam Vân Nam.
- Syndiclis kwangsiensis (Kosterm.) H.W.Li, 1979: Quảng Tây du quả chương (广西油果樟). Tây nam Quảng Tây.
- Syndiclis lotungensis S.K.Lee, 1963: Lạc Đông du quả chương (乐东油果樟). Tây nam Hải Nam, Việt Nam. Tại Việt Nam gọi là dẹ Lạc Đông, dẹ quả tròn, dẹ lotung. Sách đỏ IUCN ghi rằng nó rất hiếm thấy ở Tam Đảo, Vĩnh Phúc.[4]
- Syndiclis marlipoensis H.W.Li, 1979: Ma Lật Pha du quả chương (麻栗坡油果樟). Đông nam Vân Nam.
- Syndiclis paradoxa Hook.f., 1886: Đông Himalaya (Bhutan).
- Syndiclis pingbienensis H.W.Li, 1979: Bình Biên du quả chương (屏边油果樟). Đông nam Vân Nam.
- Syndiclis sichourensis H.W.Li, 1979: Tây Trù du quả chương (西畴油果樟). Đông nam Vân Nam.

### Chuyển đi
Syndiclis hongkongensis N.H.Xia, Y.F.Deng & K.L.Yip, 2006 = Sinopora hongkongensis (N.H.Xia, Y.F.Deng & K.L.Yip) J.Li, N.H.Xia & H.W.Li, 2008